# 奥尔穆瓦拉里维耶尔
奥尔穆瓦-拉里维耶尔（法語：Ormoy-la-Rivière，法語發音：[ɔʁmwa la ʁivjɛʁ] ⓘ）是法国法蘭西島大區埃松省的一个市镇，属于埃唐普区。

## 地理
奥尔穆瓦-拉里维耶尔（48°24'13"N, 2°8'58"E）面积10.29 平方千米，位于法国法蘭西島大區埃松省，该省份为法国北部内陆省份，北起上塞纳省和马恩河谷省，西接厄尔-卢瓦省和伊夫林省，南至卢瓦雷省，东临塞纳-马恩省。
与奥尔穆瓦-拉里维耶尔接壤的市镇（或旧市镇、城区）包括：埃唐普、布瓦西拉里维耶尔。
奥尔穆瓦-拉里维耶尔的时区为UTC+01:00、UTC+02:00（夏令时）。

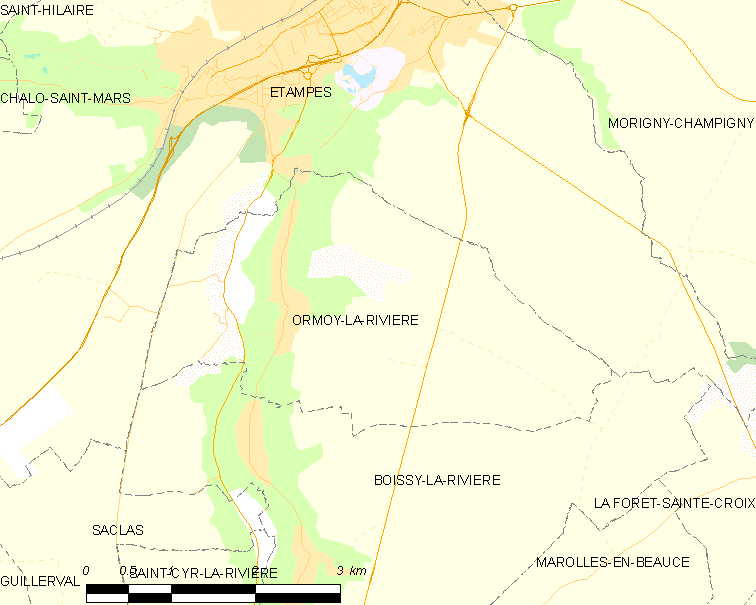
奥尔穆瓦-拉里维耶尔的OSM定位图

## 行政
奥尔穆瓦-拉里维耶尔的邮政编码为91150，INSEE市镇编码为91469。

## 政治
奥尔穆瓦-拉里维耶尔所属的省级选区为埃唐普县。

## 人口

1962-2008年间奥尔穆瓦-拉里维耶尔人口变化图示

奥尔穆瓦-拉里维耶尔于2022年1月1日时的人口数量为950人。